# Romanca o zakochanych
Romanca o zakochanych (ros. Романс о влюбленных) – radziecki melodramat z 1974 roku w reżyserii Andrieja Konczałowskiego.

## Opis fabuły
Siergiej i Tania to dwoje młodych ludzi darzących się wielką miłością. Siergiej otrzymuje powołanie do wojska (do piechoty morskiej na Północnym Pacyfiku). Tania obiecuje czekać na ukochanego. Siergiej okazuje się być wzorowym żołnierzem, wyróżnianym przez przełożonych, a Tania z czułością czytuje jego listy. Pewnego dnia Siergiej wraz ze swoim pododdziałem zostaje skierowany na ratunek miejscowej ludności dotkniętej klęską powodzi. Podczas akcji jego transporter opancerzony wraz z załogą zostaje zniesiony w otwarte morze. Wkrótce zatopiony pojazd zostaje odnaleziony wraz ze zwłokami dowódcy, a sam Siergiej wraz kolegą Iwanem zostają uznani za poległych. Bliscy Siergieja otrzymują informację o jego śmierci. Tania rozpacza, jednak wkrótce przyjmuje oświadczyny przyjaciela z dzieciństwa – Igora i wychodzi za niego za mąż. Okazuje się jednak, że Siergiej przeżył – wraz z Iwanem zostaje odnaleziony i uratowany po srogiej zimie dzięki informacjom jednego z autochtonów. Po rekonwalescencji powraca do domu, a pierwsze swoje kroki kieruje do domu ukochanej Tani. Ta jednak daje mu jasno do zrozumienia, że ich uczucie jest już skończone, a ona sama nie zamierza zmieniać swojego obecnego życia dla byłego ukochanego. Siergiej odchodzi i pogrąża się w pijaństwie. Zaczyna wszczynać burdy w publicznych miejscach, jednak wsparcie przyjaciół pomaga mu nie pogrążyć się w alkoholizmie.
Po kilku latach Siergiej, jako kierowca miejskiego trolejbusu, w swoim macierzystym zakładzie pracy zwraca uwagę na Ludę. Bardzo szybko się jej oświadcza i zostaje przyjęty. Młode małżeństwo zaczyna budować swoją przyszłość – Luda rodzi syna, małżonkowie otrzymują nowoczesne mieszkanie, kupują meble, telewizor, przyjmują gości. Siergiejowi zdaje się nie brakować niczego, jednak w ostatniej scenie filmu, na pytanie brata, czy jest szczęśliwy, po krótkim namyśle jest w stanie opowiedzieć jedynie: „Jestem zadowolony”.

## Obsada aktorska
- Jewgienij Kindinow – Siergiej
- Jelena Korieniewa – Tania
- Irina Kupczenko – Luda
- Innokientij Smoktunowski – „Trębacz”
- Jelizawieta Sołodowa – matka Siergieja
- Ija Sawwina – matka Tani
- Władimir Konkin – młodszy brat Siergieja
- Aleksandr Samojłow – młodszy brat Siergieja
- Aleksandr Zbrujew – Igor
- Roman Gromadzki – chor. Iwan Sołowiow
- Nikołaj Grińko – admirał
- Iwan Ryżow – sąsiad-weteran
- Aleksandr Samojłow – młodszy brat Siergieja
- Jekatierina Mazurowa – babcia Tani

i inni.

## O filmie
Szósty z kolei film, jednego z czołowych radzieckich, a później rosyjskich reżyserów filmowych – Andrieja Konczałowskiego. Konczałowski zdecydował się podjąć realizacji filmu po dwóch latach od momentu złożenia gotowego scenariusza w wytwórni „Mosfilm” przez Jewgienija Grigoriewa. Początkowo reżyser odrzucił propozycję jego realizacji, uznając scenariusz za zbyt skomplikowany i trudny do realizacji (duża liczba aktorów, plenerów) i po prostu banalny (dialogi oparte w większości na „wierszu białym”, przesadny patos). Ostatecznie jednak podjął się realizacji filmu, uznając go za ciekawe, zawodowe wyzwanie. Jak wspominali po latach odtwórcy głównych ról: dla Jeleny Korieniewej (główna rola żeńska) udział w filmie był pierwszą poważną rolą filmową, natomiast dla Jewgienija Kindinowa (główna rola męska) kreacja Siergieja była najtrudniejszą w całej karierze filmowej.
Jest to film muzyczny – jego bohaterowie śpiewają piosenki, a głosów użyczyli im m.in. Aleksandr Gradski (Siergiej), Zoja Charabadze (Tania), Walentina Tołkunowa (Luda), muzyk jazzowy Władimir Cziżyk zagrał partie solowe „Trębacza”. Pod względem muzycznym Romanca o zakochanych jest filmem wysoce nowatorskim jak na ówczesne standardy ZSRR – tworzenie ścieżki dźwiękowej Konczałowski powierzył mało znanemu artyście muzyki pop Aleksandrowi Gradskiemu, który umieścił w niej swojej autorskie utwory muzyki rockowej w towarzyszeniu orkiestry symfonicznej (Państwowa Orkiestra Symfoniczna Kinematografii). Sukces filmu w ZSRR dla Gradskiego stał się początkiem kariery jako uznanego muzyka i twórcy muzyki filmowej. Sam Konczałowski sukces kasowy filmu przypisywał po latach właśnie jego muzyce – największy udział w ponad 30 milionowej rzeszy widzów, która go obejrzała miała mieć młodzież.

## Krytyka
Obraz zarówno w samym ZSRR, jak i krajach „obozu socjalistycznego” wywoływał mieszane opinie krytyków i widzów. Podobne kontrowersje towarzyszyły mu podczas pokazu konkursowego na festiwalu filmowym w Karlowych Warach, jednak ostatecznie przyznano filmowi nagrodę główną. Według autorów rosyjskiego filmu dokumentalnego z 2014 roku, pierwszym reżyserem świata „Zachodu”, który zobaczył film był Bernardo Bertolucci, który zarzucił Konczałowskiemu zbytnią „amerykanizację” filmu, kompletnie obcą włoskiej, progresywnej szkole filmowej tamtych lat.
Film miał premierę w Polsce w kwietniu 1975 roku, podczas przeglądu filmowego zorganizowanego z okazji ogólnopolskich „Dni Kultury Radzieckiej”.